# Marienkirche (Stargard)

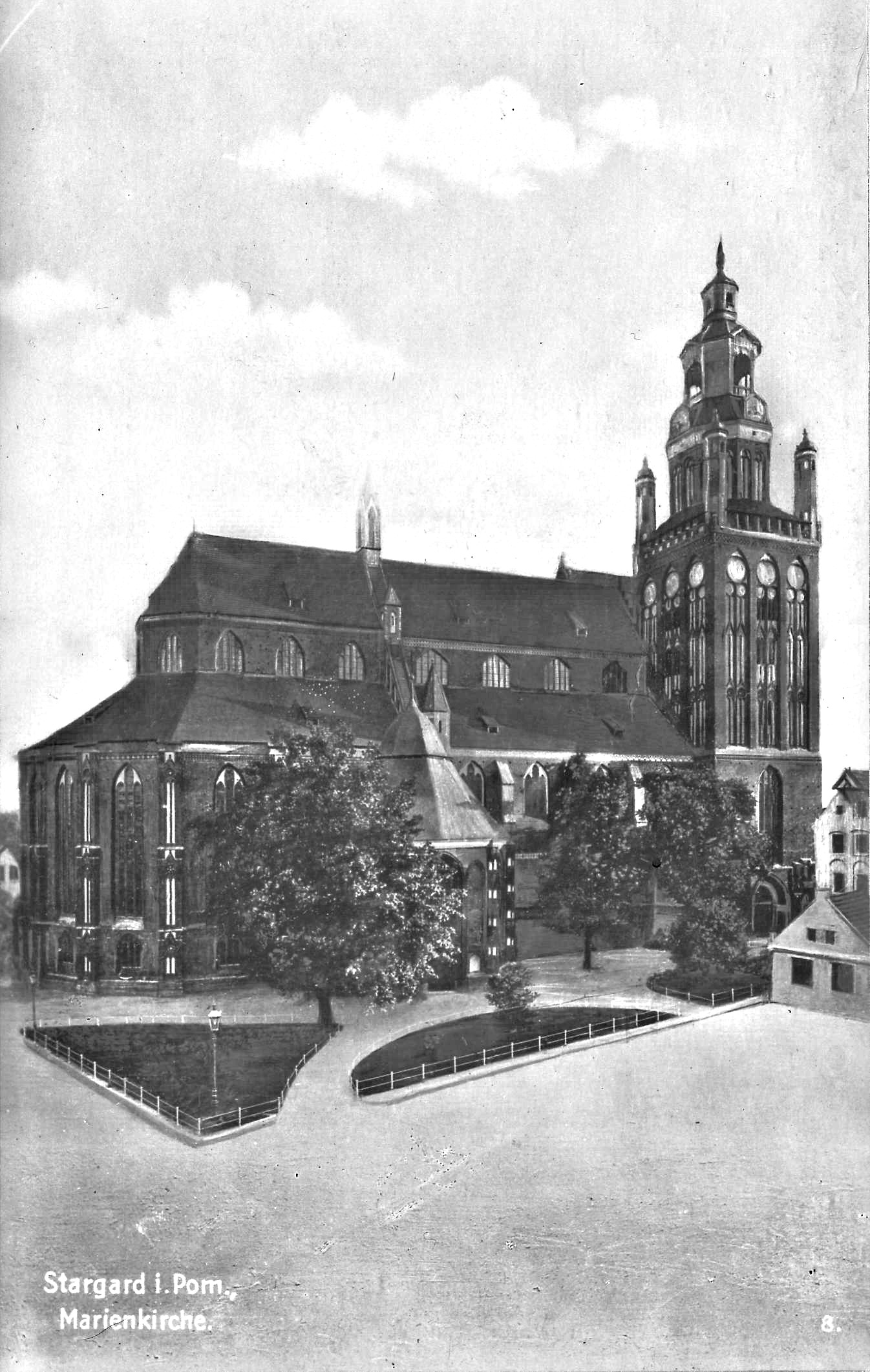
Marienkirche im Jahre 1923

Die Marienkirche in Stargard, eigentlich Stiftskirche der heiligen Jungfrau Maria, Königin der Welt (polnisch Kolegiata Najświętszej Marii Panny Królowej Świata), ist eine gotische Backsteinkirche vom Typ der hanseatischen Bürgerbasilika und die ältere der beiden innerhalb der Mauern der Altstadt gebauten Kirchen Stargards. Die größte Backsteinkirche des Stettiner Pommerns steht am Marktplatz neben dem Rathaus und der Alten Wache.

## Baubeschreibung und -geschichte

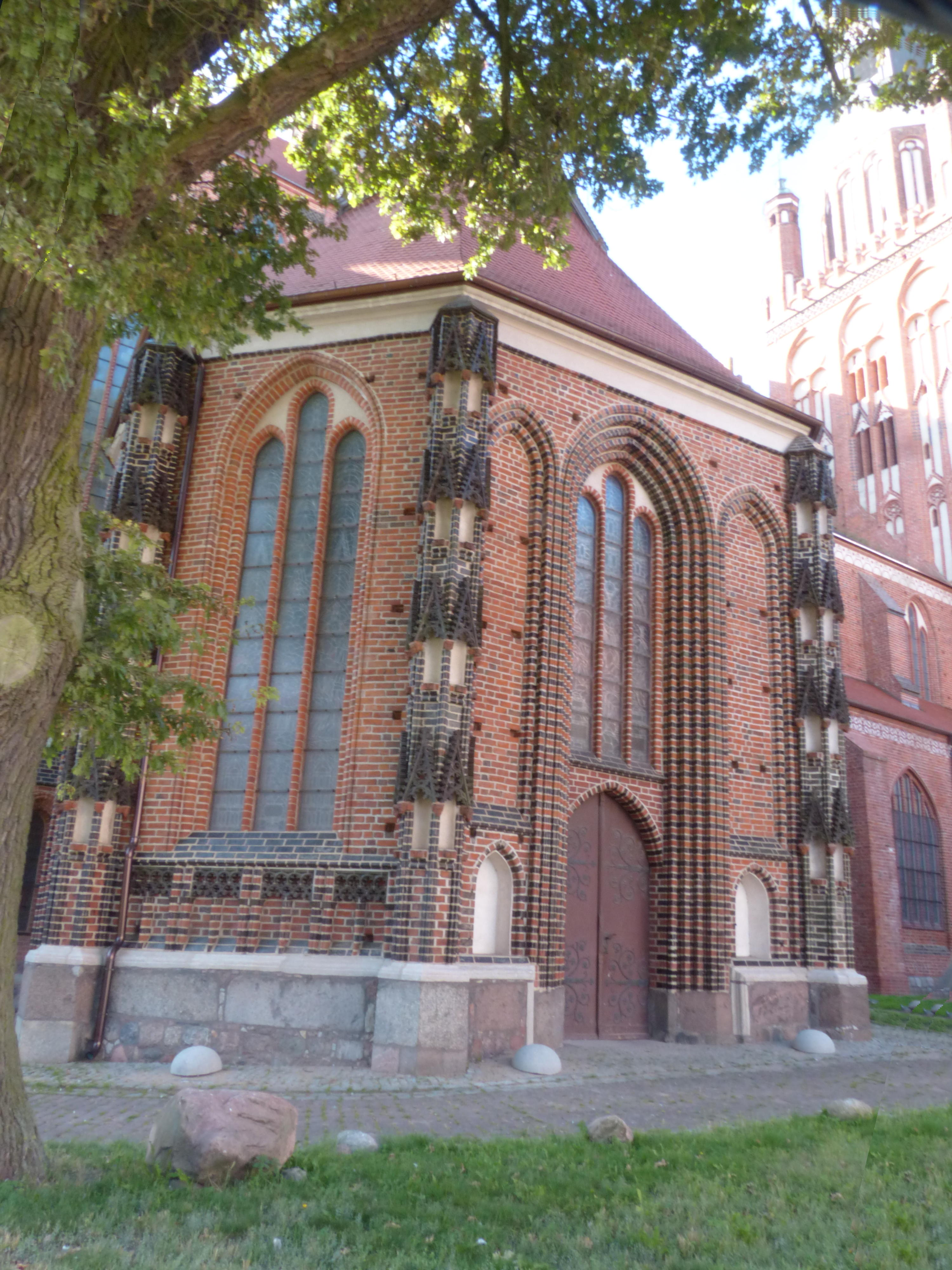
Achteckige Marienkapelle nördlich des Chors

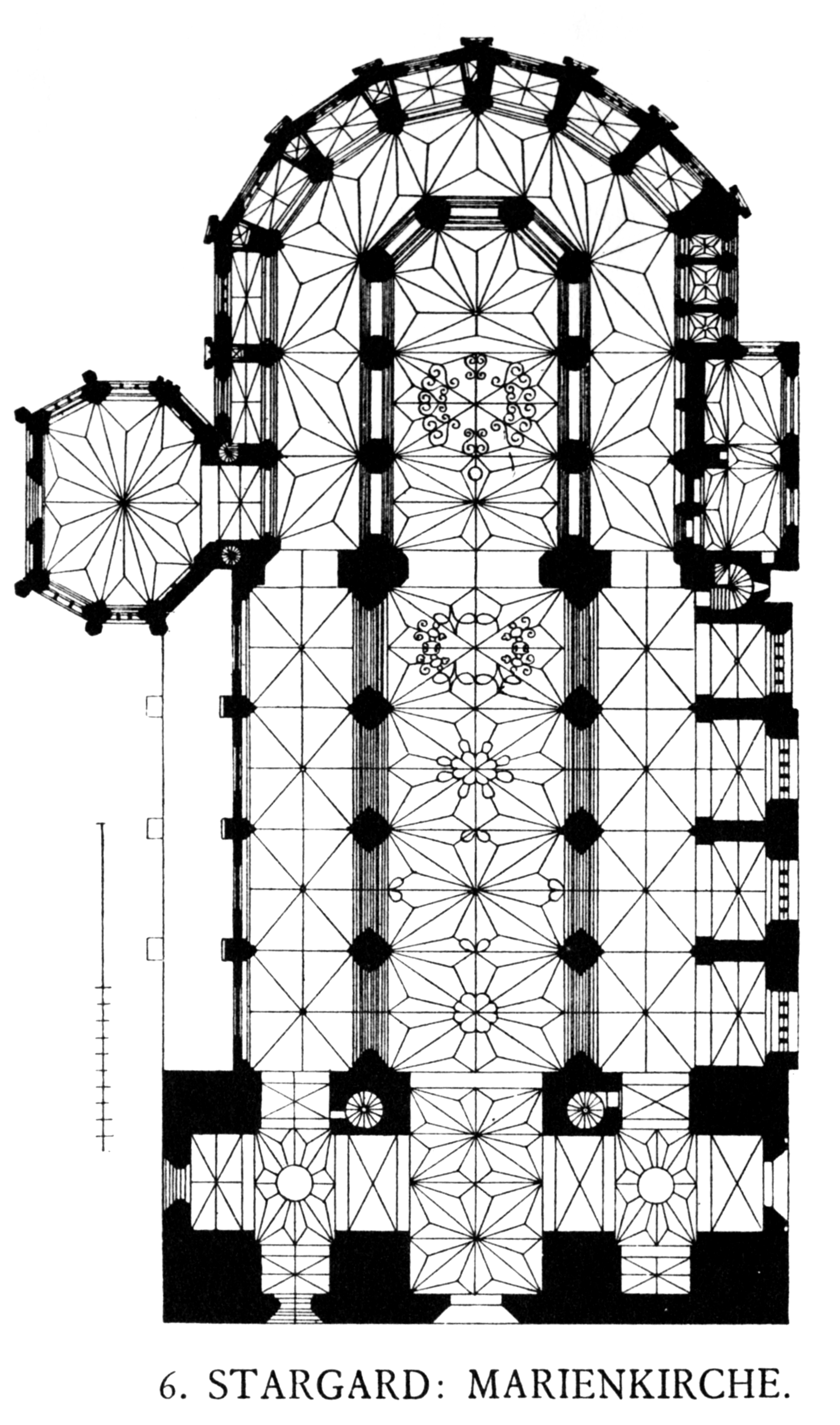
Grundriss

Der Baubeginn der Marienkirche in ihrer ursprünglichen Baugestalt als dreischiffige Hallenkirche mit eingezogenem Chor und breitem Zweiturmmassiv wird um 1292 datiert, die gegenwärtige Gestalt entstammt dem späten 14. und 15. Jahrhundert. Sie wurde als Hallenkirche gebaut und 1350 vollendet. Im 15. Jahrhundert erst wurde die Kirche als Basilika erweitert. Das monumentale Westturmmassiv der Kirche zeigt als Besonderheit eine Stargarder Blende. Der eindrucksvolle Umgangschor wird von einigen Forschern Hinrich Brunsberg zugeschrieben. Auffallend ist das (fensterlose) Gang-Triforium zwischen den Chorarkaden und den Obergadenfenstern und gilt als beispiellos in der Backsteinarchitektur Norddeutschlands und des Ostseeraums. Der polygonale Chorschluss ist dreiseitig (5/8 Schluss), das Außenpolygon des Umgangs jedoch sechsseitig (8/14 Schluss), wodurch ein Pfeiler die Mittelachse des Kirchengebäudes ausfällt. Dem Vorbild des neuen Chores der Stettiner Jakobikirche folgend, wurden die Strebepfeiler am Chorumgang nach innen gezogen und boten Platz zur Errichtung von Kapellen und Emporen. Das Langhaus wurde um 1500 zu einer Basilika umgebaut und durch Kapellenanbauten entlang der Seitenschiffe erweitert. Seine Höhe beträgt 33,5 Meter. Beim Stadtbrand von 1635 erlitt auch die Marienkirche Schäden, hernach wurde das Mittelschiffsgewölbe in gotischen Formen wiederhergestellt. Die Doppelturmanlage erhielt im 15. Jahrhundert ihre mittleren Geschosse. Nur der Nordturm (Höhe: 84 Meter) bekam einen Zinnenkranz, Ecktürmchen und ein Achteckgeschoss, und er wurde 1723 mit einer durchbrochenen Barockhaube bekrönt.
Die Gewölbe, Kapellen und die Sakristei zieren spätgotische figürliche Fresken, darunter ein Schmerzensmann. Im Kircheninneren befinden sich ein Altar von 1663, Wandmalereien vom 15. bis 18. Jahrhundert, Epitaphien, Kapelleneingangsumrahmungen aus dem 18. Jahrhundert und Glasmalereien aus dem 19. und 20. Jahrhundert. Bemerkenswert ist die Renaissance-Kanzel von 1683.

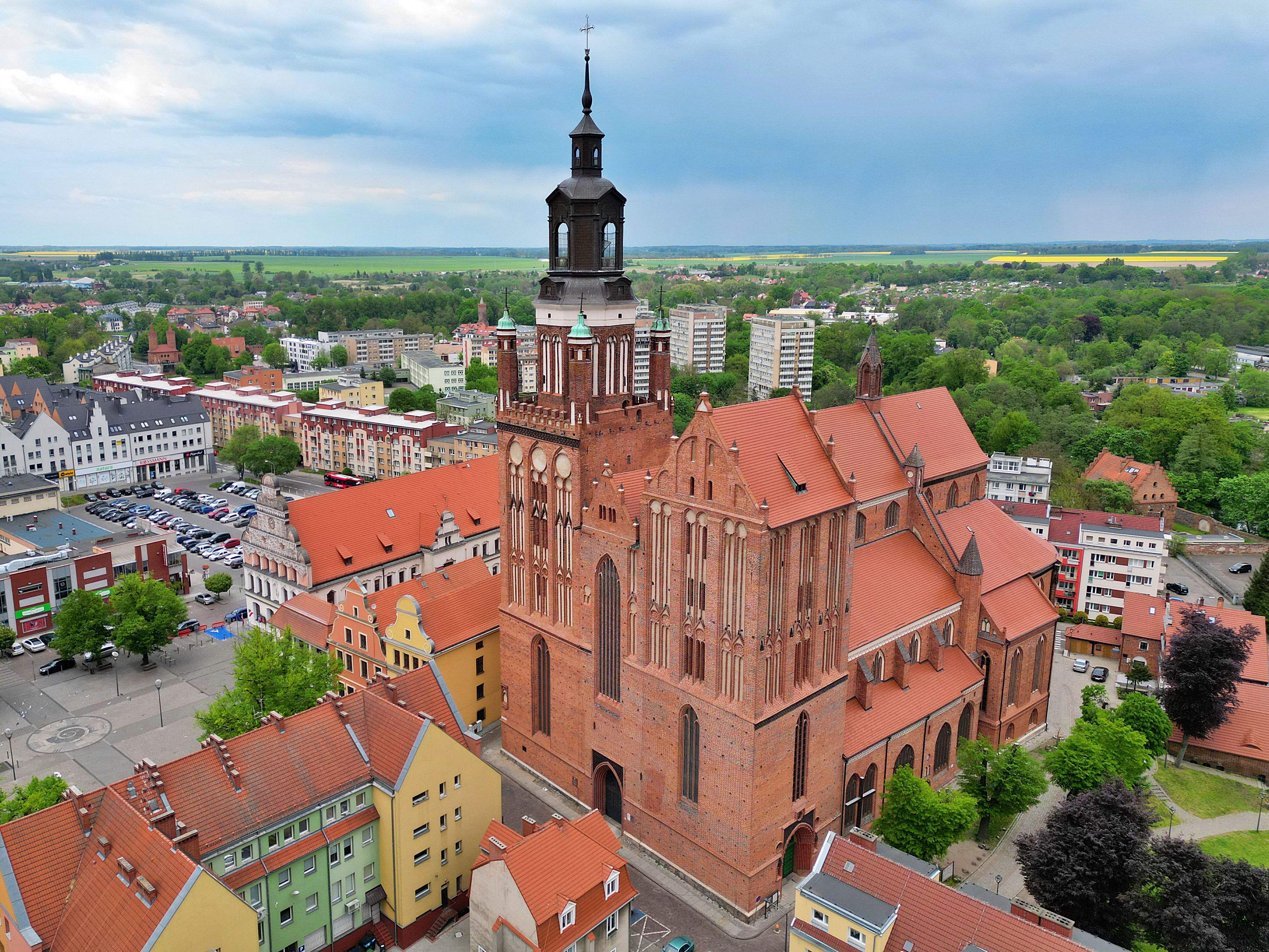
Luftbild aus Südwesten
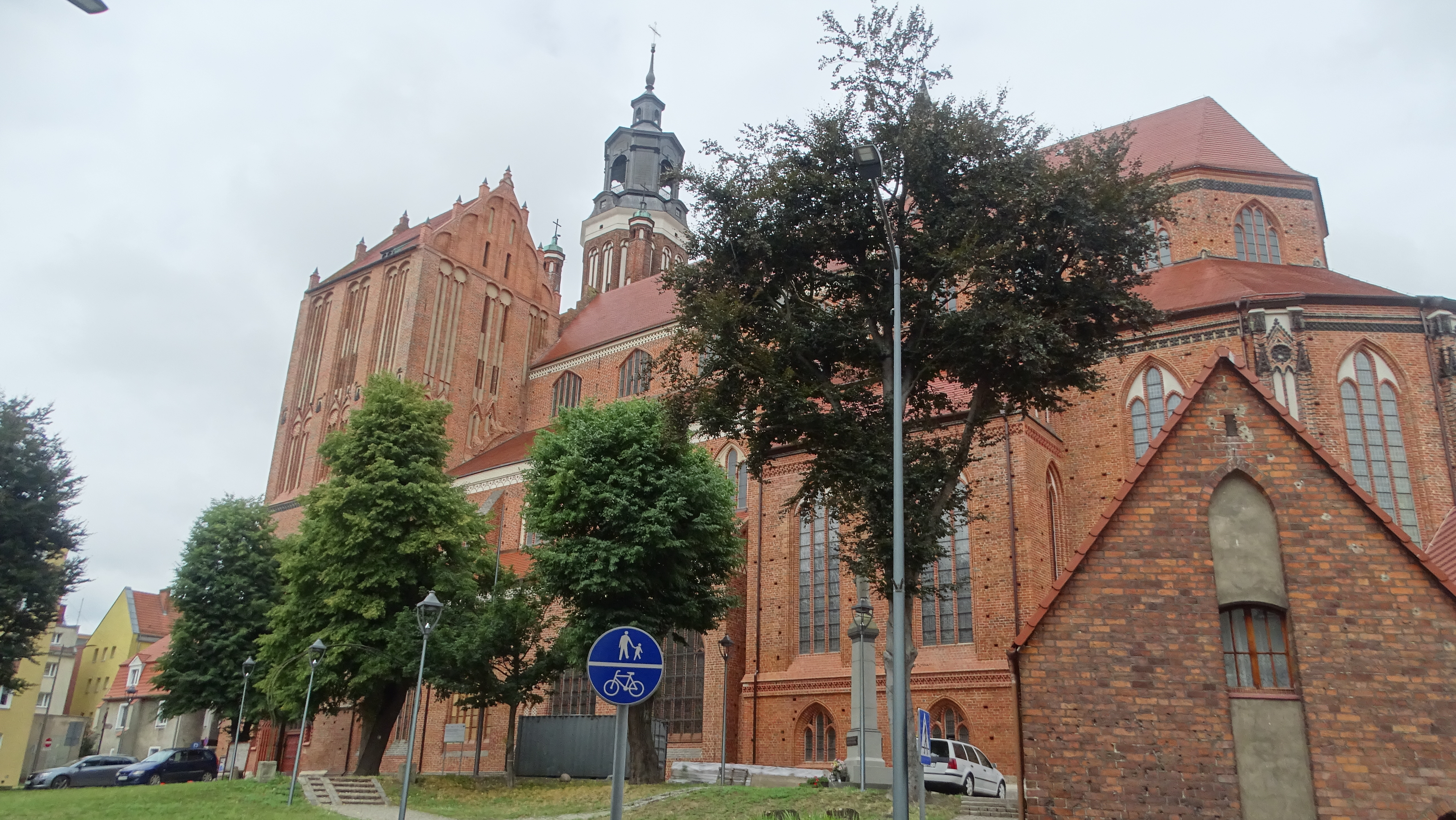
Südostansicht
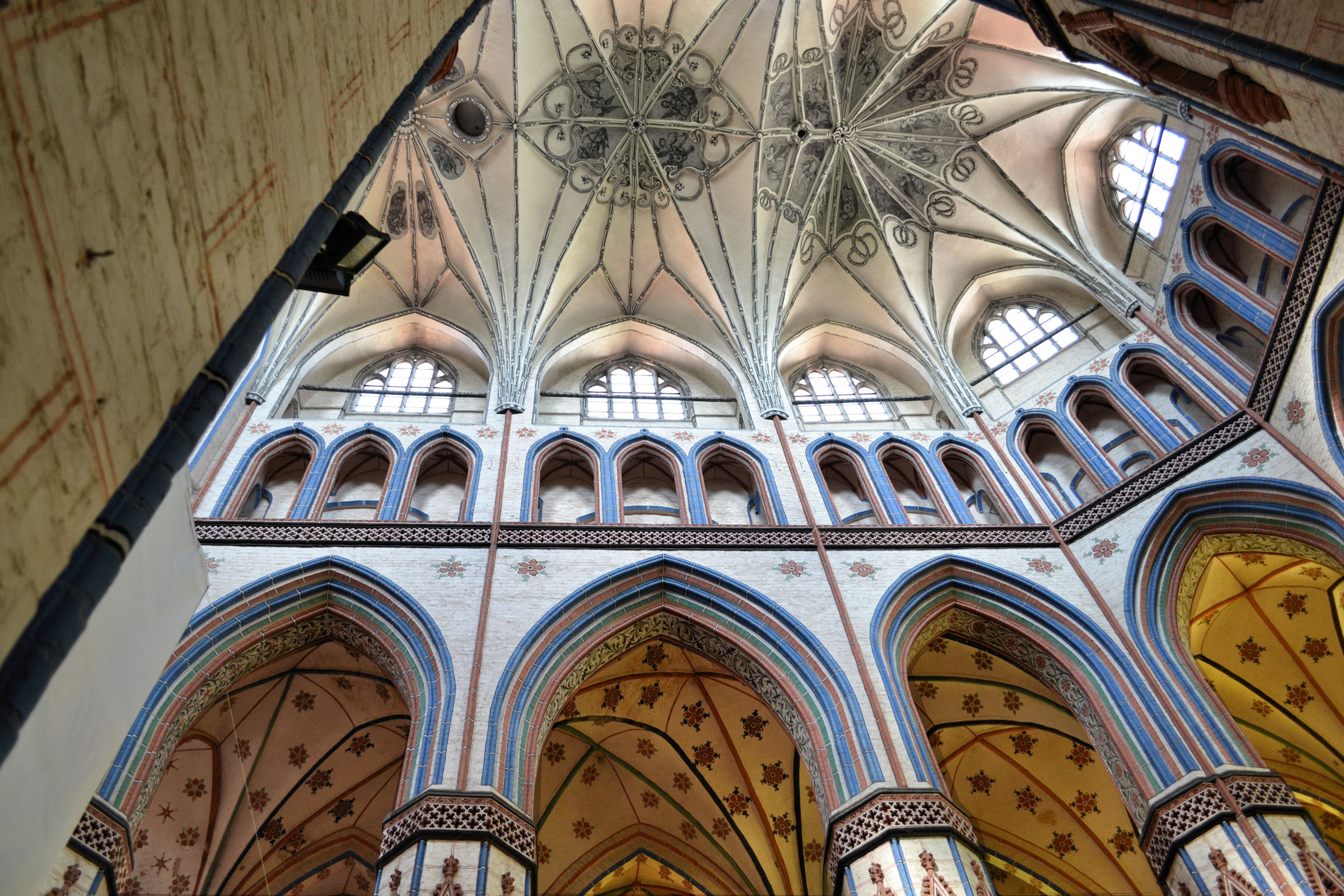
Chor mit Triforium
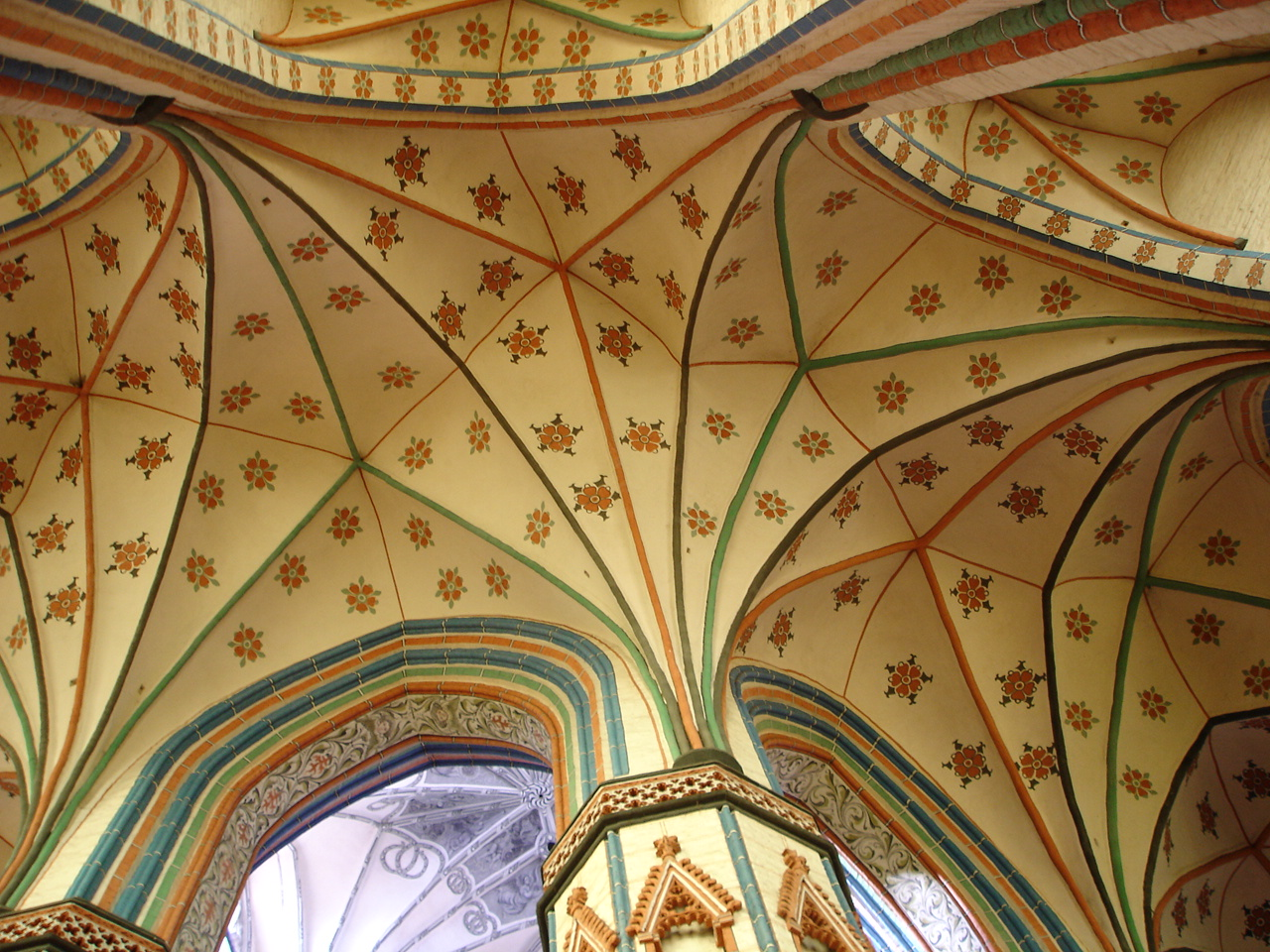
Gewölbe des Umganges

1945 wurde die Kirche kaum beschädigt, lediglich die Haube des Nordturms wurde zerstört. Zwei Glocken des Gießers Friedrich Gruhl aus dem Jahr 1862 mit den Schlagtönen g0 und c1 überstanden die beiden Weltkriege und wurden auf einem Glockenfriedhof entdeckt. Die größere Glocke befindet sich heute in der Nördlinger Georgskirche, die kleinere an St. Lukas zu München. Die Marienkirche wurde in den Jahren 2020–2023 umfassend saniert und zeigt sich heute in einer neuen Farbigkeit, die derjenigen aus der Zeit der Kirchenrestaurierung durch Heinrich Deneke zu Beginn des 20. Jahrhunderts entspricht.

## Marienkirchengemeinde

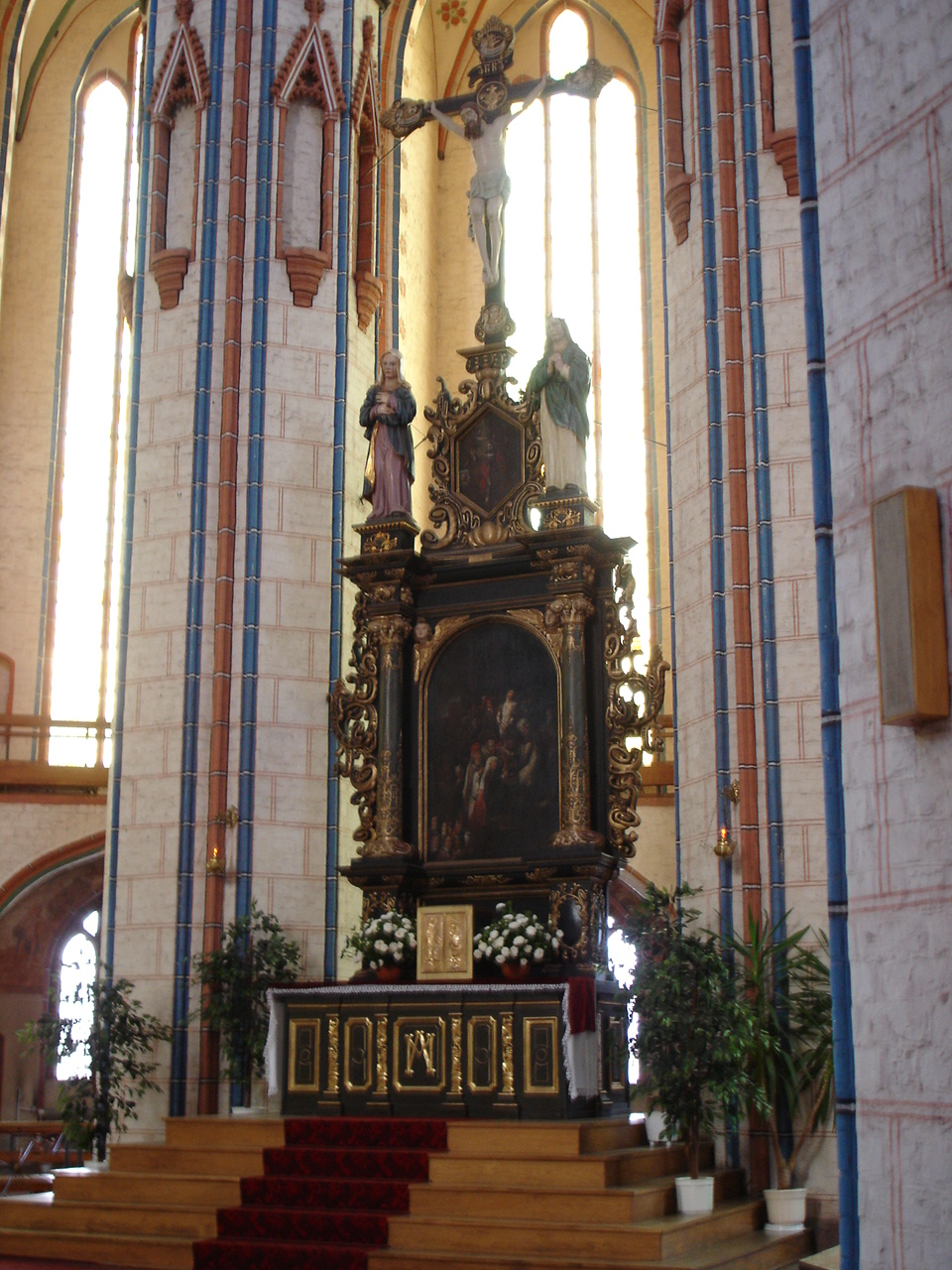
Hauptaltar
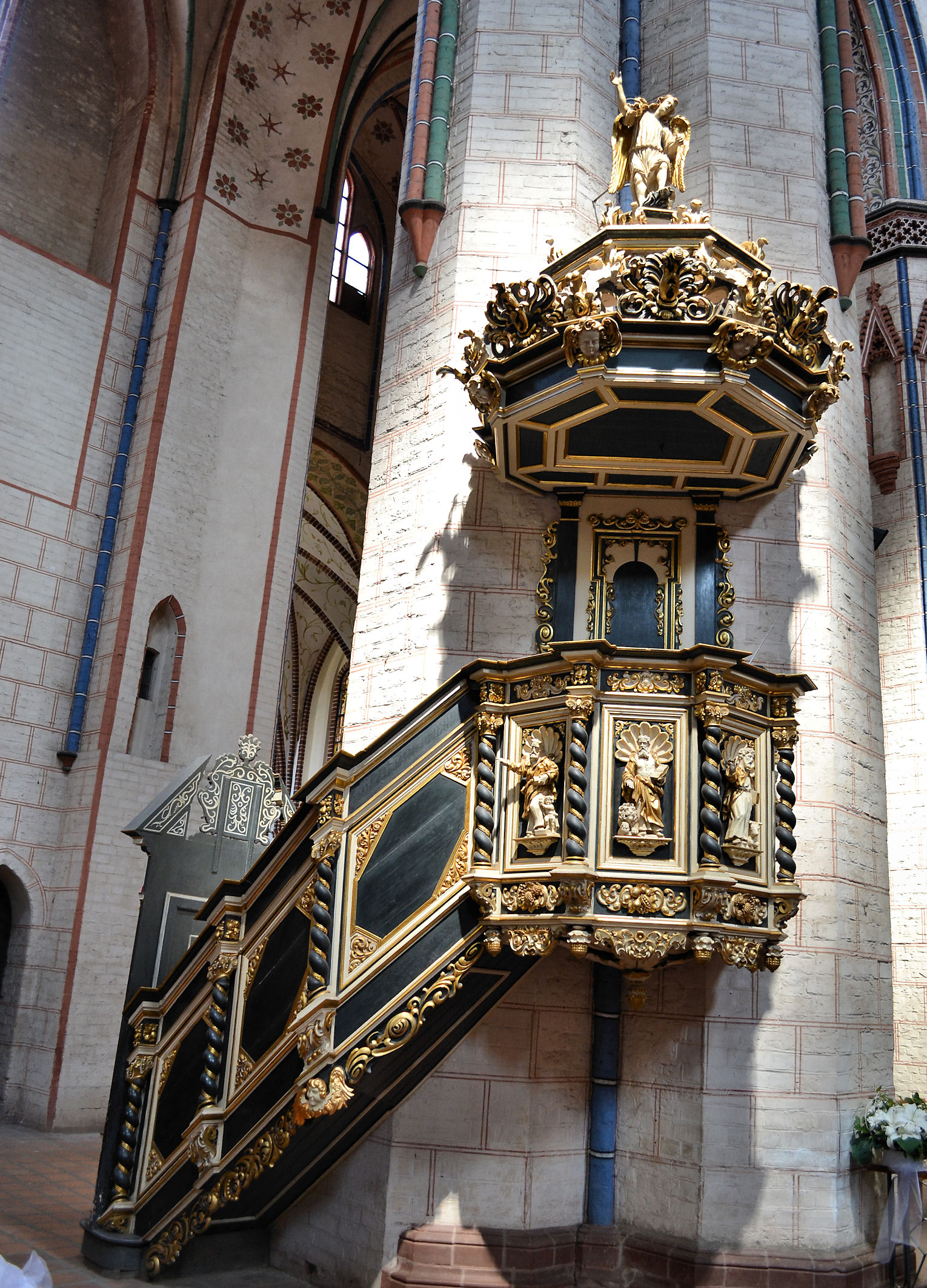
Renaissance-Kanzel

### Kirchspiel
Erstmals wurde 1248 ein erstes Gotteshaus in Stargard erwähnt, das sich aber bald für die schnell wachsende Stadt als zu klein erwies. In den 1320er wurde das Kirchenpatronat an der Marienkirche, das zuvor der Camminer Bischof innegehabt hatte, an den Johanniterorden übertragen, der seitdem bis zur Reformation den Stargarder Ordenspfarrer stellte. Im Jahr 1524 hielt der vormalige Franziskaner Johannes Knipstro, der auf der Flucht von Pyritz nach Stralsund war, die erste lutherische Predigt in der Marienkirche. Bis 1945 war die Kirche dann ein evangelisches Gotteshaus, danach wurde sie wieder römisch-katholische Kirche in Polen.
Bis 1945 war die Marienkirchengemeinde neben der Johanniskirchengemeinde, der Heilig-Geist-Kirchengemeinde und der Reformierten Gemeinde die drittgrößte Gemeinde. Sie gehörte zum Kirchenkreis Stargard in der Kirchenprovinz Pommern der evangelischen Kirche der Altpreußischen Union. Im Jahre 1940 gehörten zur Marienkirchengemeinde 10.500 Gemeindeglieder. Das Kirchenpatronat hatte der Magistrat der Stadt. Zwei Geistliche betreuten die Gläubigen. Mit der ersten Pfarrstelle war die Superintendentur des Kirchenkreises verbunden. Der Inhaber der zweiten Pfarrstelle hatte die Filialgemeinde Klempin mit 563 Gemeindegliedern mitzuversorgen.
Nach dem Zweiten Weltkrieg wurde das Kirchengebäude in den Jahren 1946–1948 provisorisch repariert und diente danach zunächst als Lagerhaus. 1957 wurde es, mit einer Weihe durch Kardinal Wyszyński wieder als (nun wieder katholische) Kirche in Betrieb genommen und ist die bedeutendste Kirche im Dekanat Stargard-Wschód (Stargard-Ost). Seit 1995 ist sie Kollegiatskirche.
Die evangelischen Christen der heutigen Stadt gehören zur Diözese Breslau der polnischen evangelisch-augsburgischen Kirche. Das zuständige Pfarramt ist das der St. Trinitatiskirche in Stettin.
Die heutige katholische Marienpfarrei verfügt außer über die Marienkirche noch über zwei Filialkirchen, Św. Antoniego z Padwy (St. Antonius von Padua) in Święte (Schwendt) und Św. Siostry Faustyny Kowalskiej (Hl. Schwester Faustyna Kowalska) in Strachocin, beides Ortsteile der Gmina Stargard.

### Pfarrer von der Reformation bis 1945

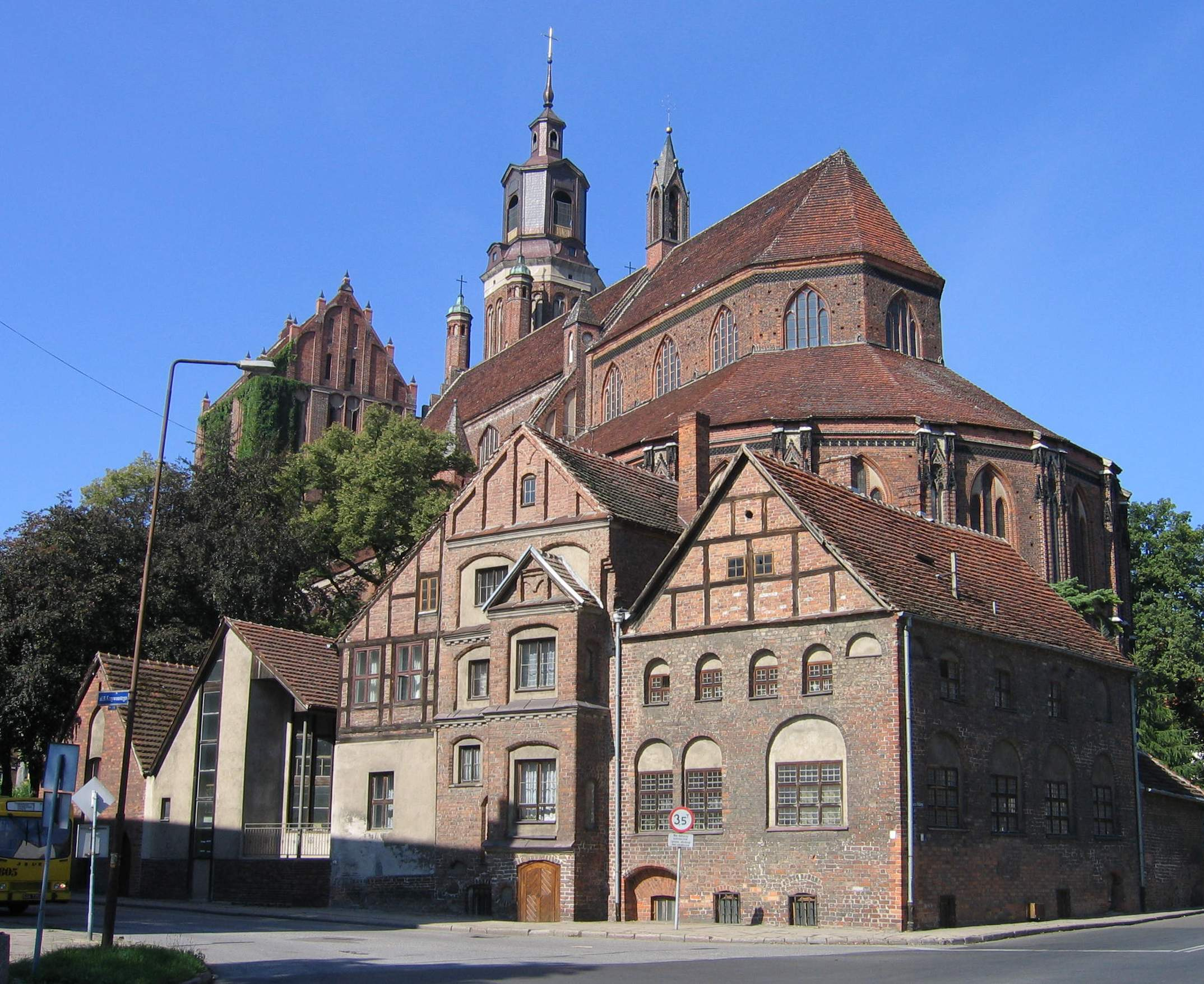
Pfarrhaus an der Marienkirche

#### Pastor primarius
1. bis 1556: Hermann Ricke
2. bis 1584: Anton Remmelding (Nemling)
3. 1585–1588: Otto Zander
4. 1589–1612: Konrad Bredenbach
5. 1613–1638: Petrus Regast
6. 1652–1658: Anton Vivenest
7. 1660–1683: Wilhelm Engelken
8. 1684–1687: Franz Julius Lütcke
9. 1687–1695: Georg Schwarz
10. 1695–1713: Johann Georg Seld
11. 1713–1731: Johann Wilhelm Zierold
12. 1732–1736: Friedrich Wagner
13. 1736–1782: Simon Heinrich Oldenbruch
14. 1782–1786: Karl Tesmar
15. 1786–1801: Martin Gottlieb Zollner
16. 1801–1823: Friedrich Peter Adolf Tobias Stumpf
17. 1825–1849: Johann Samuel Succow
18. 1849–1881: Friedrich Gustav Höppner
19. 1881–1899: Wilhelm Haupt
20. 1900–?: Heinrich Brück
21. 1926–1939: Johannes Rathke

#### Archidiakonus
1. ?: Hermann Ricke
2. bis 1557: Jakob Fuhrmann d. Ä.
3. ?: Lukas Dannenberg
4. ?: Christoph Habenicht
5. 1574–1577: Jakob Faber
6. bis 1613: Jakob Fuhrmann
7. bis 1626: Friedrich Crüger
8. 1626–1632: Christoph Bohm (Baum)
9. 1632–1635: Urban Lehmann
10. 1641–1652: Anton Vivenest
11. 1658–1660: Wilhelm Engelken
12. 1660–1686: Tobias Engelken
13. 1687–1723: Johann Gerdes
14. 1723–1746: Jodocus Andreas Hiltebrandt
15. 1746–1757: Samuel Gottfried Rübner
16. 1758–1771: Andreas Petrus Hecker
17. 1771–1782: Karl Tesmar
18. 1783–1786: Samuel Gottfried Sperling
19. 1788–1813: Christian Gottfried Gerstmeyer
20. 1824–1839: Wilhelm Christian Pökel
21. 1839–1884: Heinrich Koser
22. 1884–1899: Ulrich August Redlin
23. 1899–?: Wilhelm Kiesow
24. 1940–1945: Karl Boenke

#### Diakonus
1. ?: Joachim Balke
2. ?: Christian Kligge
3. ?: Daniel Radebrecht
4. 1600–1613: Petrus Regast
5. 1614–1625: Adam Schacht
6. 1626–1641: Anton Vivenest
7. 1641–1652: Daniel Rüel (Rühl)
8. 1652–1658: Wilhelm Engelken
9. 1658–1660: Tobias Engelken
10. 1688–1693: Christian Schmidt
11. 1694–1723: Jodocus Andreas Hiltebrandt
12. 1724–1737: Aegydius Bohm
13. 1737–1746: Samuel Gottfried Rübner
14. 1746–1758: Andreas Petrus Hecker
15. 1758–1783: Samuel Gottfried Sperling
16. 1783–1788: Christian Gottfried Gerstmeyer
17. 1787–1801: Friedrich Peter Tobias Adolf Stumpf
18. 1803–1812: Johann Samuel Succow
19. 1812–1823: Karl David Krause (von 1823 bis 1856 waren die Stellen des Archidiakonus und des Diakonus zusammengelegt)
20. 1856–1862: Johann Friedrich Bernhard Otto Vogel
21. 1862–1866: Ernst Karl Otto Bindemann
22. 1866–1872: Karl Ludwig Friedrich Theodor Möhring
23. 1874–1882: Karl August Wilhelm Kober
24. 1883–1884: Ulrich August Redlin
25. 1885–1895: Franz Karl Onrad Polzenhagen
26. 1896–1899: Wilhelm Heinrich Eduard Kiesow
27. 1900–?: Konrad Sendke